# Хан Шићи
Хан Шићи су насељено мјесто у Босни и Херцеговини у општини Илијаш које административно припада Федерацији Босне и Херцеговине. Према попису становништва из 1991. у насељу је живјело 58 становника.

## Становништво
| Националност       | 1991. | 1981. | 1971. | 1961. |
| Срби               | 14    | 13    | 30    | 48    |
| Муслимани          | 44    | 32    | 32    |       |
| остали и непознато |       |       |       | 39    |
| Укупно             | 58    | 45    | 62    | 87    |

| Демографија (Ханшићи) (Хан Шићи) (Хан Шићи) (Хан Шићи) | Демографија (Ханшићи) (Хан Шићи) (Хан Шићи) (Хан Шићи) | Демографија (Ханшићи) (Хан Шићи) (Хан Шићи) (Хан Шићи) |
| Година                                                 | Становника                                             | Становника                                             |
| ------------------------------------------------------ | ------------------------------------------------------ | ------------------------------------------------------ |
| 1961.                                                  | 87                                                     |                                                        |
| 1971.                                                  | 62                                                     |                                                        |
| 1981.                                                  | 45                                                     |                                                        |
| 1991.                                                  | 58                                                     |                                                        |